# U-274
U-274 — средняя немецкая подводная лодка типа VIIC времён Второй мировой войны.

## История
Заказ на постройку субмарины был отдан 10 апреля 1941 года. Лодка была заложена 9 января 1942 года на верфи Бремен-Вулкан под строительным номером 39, спущена на воду 19 сентября 1942 года. Лодка вошла в строй 7 ноября 1942 года под командованием оберлейтенанта Гюнтера Джордана.

### Флотилии
- 7 ноября 1942 года — 31 июля 1943 года — 8-я флотилия (учебная)
- 1 августа 1943 года — 23 октября 1943 года — 7-я флотилия

### История службы
Лодка совершила 2 боевых похода, успехов не достигла. Потоплена 23 октября 1943 года в Северной атлантике к юго-западу от Исландии в районе с координатами 57°14′ с. ш. 27°50′ з. д. глубинными бомбами с британских эсминцев HMS Duncan, HMS Vidette и британского самолёта типа «Либерейтор». 48 погибших (весь экипаж).

### Волчьи стаи
U-274 входила в состав следующих «волчьих стай»:
- Leuthen 1 — 13 сентября 1943